# Ente sardo acquedotti e fognature
L'Ente sardo acquedotti e fognature (ESAF) è stato un ente pubblico della Regione Autonoma della Sardegna, istituito con la legge regionale n. 18 del 20 febbraio 1957 e con sede a Cagliari. Dichiarato estinto dal 1º gennaio 2011 con la legge regionale n. 12 del 21 giugno 2010, le sue competenze sono state acquisite dalla società Abbanoa S.p.A.
All'ESAF era affidato il compito di provvedere alla gestione e manutenzione degli acquedotti e delle fognature, nonché all'ampliamento e al miglioramento degli acquedotti e delle fognature esistenti. Inoltre, quando richiesto da comuni o da consorzi, l'ente provvedeva al collegamento delle utenze e alla manutenzione ordinaria delle reti interne.
Nel 1959 acquisì le competenze del soppresso Consorzio per l'acquedotto interprovinciale del Sarcidano e nel 1983 quelle del Consorzio per l'acquedotto del Sulcis, anch'esso dichiarato estinto. 